# 東林館高等学校
東林館高等学校（とうりんかんこうとうがっこう）は、広島県福山市光南町一丁目に本校をおく私立通信制高等学校。

## 概要
不登校を経験してきた生徒、様々や理由で学校に行きにくくなった生徒の支援を行っている私立の通信制普通科の高等学校。通信制高校では、全国でも唯一の学年制と単位制の両方を持っている。
創立者・喜田三津雄が教師として数多くの生徒と関わる中で、特に問題のある生徒こそ真っ直ぐに向き合わなければならない、との願いから福山教育相談所を平成2年に設立。その後平成12年に学校法人として認可を取得。
また、不登校傾向を持つ中学生も、中学校に在籍したまま通学可能なシステムを提供している（中学生コース）。また、社会人に対するサポート（社会人コース）のプログラムも提供。

## 沿革
- 1990年（平成02年） - 福山教育相談所を設立。
- 1995年（平成07年） - 福山東林館を開校。
- 2000年（平成12年） - 学校法人喜田学園を認可、東林館高等学校を創立。
- 2002年（平成14年） - 呉分校を開設。
- 2004年（平成16年） - 園田学園女子大学と協力校提携。
- 2007年（平成19年） - 従来の学年制に加えて単位制の導入を決定。
- 2010年（平成22年） - 本校および法人を福山市へ移転。
- 2011年（平成23年） - 松山東雲女子大学と協力施設提携。
- 2014年（平成26年） - 広島文化学園大学と協力施設提携。
- 2015年（平成27年） - 高等学校創立15周年を記念して校歌作成。作詞は日本画家の山川賀壽雄、作曲はジャズシンガーの植村美芳子。
- 2016年（平成28年） - 松山大学と協力施設提携。

## 設置学科
通信制課程。
普通科（広域制）入学は随時受け付けている。

## 建学の精神
「東林館」は、東から登る朝日を浴びて、太陽に向かって共に伸びていく木々の姿を象徴としていて、しっかりと大地に根を張る樹木のように「『生徒』『保護者』『先生』が共に成長し続ける」そんな学校でありたいという願いを込めて建学された。

## 教育理念
以下の3つを教育理念として掲げている。
- 自分らしさを大切にできる"人財"の育成
- 自分の可能性を信じることのできる"人財"の育成
- 夢や目標に向かって歩むことのできる"人財"の育成

## 特徴
『学校教育の中で傷ついたり、苦しんできた子どもたちは、学校教育の中で癒されてこそ、学校教育の中で社会へ出るための自己肯定感や自尊感情が育まれてこそ、次のステージへと本当の意味で羽ばたいていける』ということをスローガンに、１学年約100名の生徒が在籍し、安心安全の教育環境の中で、医療機関・心理機関と県内外14校のサポート校と連携・協力体制を取りながら、教育活動を行っている。
特長の一つは「認定サポート校への同時入学」
＜個別教育＞
教員との1対1の二者関係を構築し、その二者関係が十分に確立されてから、更に他の教員や他の生徒を入れた小集団教育を行っていく。そして最後は大きな集団へと慣れていき、やがて次のステージへと羽ばたいていくというシステムを取っている。1人1人に合わせた個々の対応に非常に力を入れている。
＜医療機関・心理機関との連携＞
所属している生徒たちが教育の視点だけではなかなか十分にサポートしきれない場合、臨床心理士・小児科専門医をアドバイザーとして迎えていて、専門家と連携して心理的，医療的な視点を取り入れ，多角的に子どもたちや保護者をサポートしている。学校の中で子ども達一人一人に合った個々への対応で卒業まで支える。
＜認定サポート校＞
サポート校では，卒業に向けての援助はもちろん，一人の自立した人間になるための，心の成長を支援している。勉強だけでなく，思いやりを持ち，社会性や生きる力を身に付けるお手伝いをしている。

## 生徒層
主な生徒層は不登校および不登校傾向を持つ生徒である。安心安全の教育環境の中で、自己肯定感や自尊感情を育みたい生徒、自分のペースで登校したり、学習したりすることを好む生徒、自己表現が苦手で自分を上手く表現しにくいが、コミュニケーション能力などの社会性を身に付け社会に羽ばたいていきたい生徒が主に在籍している。

## 入学後のシステム
高等学校と認定サポート校に同時入学するシステムとなっており、2016年1月現在の認定サポート校は、広島市・安芸郡海田町・呉市・東広島市・三原市・三原市大和町・福山市・岡山県倉敷市・愛媛県松山市・京都府宇治市・徳島県徳島市にある。サポート校の選択は原則自由だが、多くはそれぞれの自宅から最も通いやすいサポート校に入学している。
高等学校で高校の卒業資格を獲得、サポート校で心理ケア、コミュニケーション能力の学習、社会性のスキル獲得、基礎学力補充などを行っている。

## 卒業後の進路
- 卒業率は98%。卒業生の中には、国公立大学や難関私大へ進学をしている卒業生もいる。2014年度、卒業生初となる司法試験合格者を輩出した。現在，弁護士として活躍中。

## 現理事長・校長
- 理事長：喜田紘平
- 学校長：池田忠輝

## メディア
- RCCラジオ『一文字弥太郎の週末ナチュラリスト』内「喜田紘平の親子教育相談所」（毎月第3土曜日）
- エフエムふくやま『GO!GO!Bびんご』内「今日の出会いに感謝して」（毎月第1水曜日）